# Mycroft
Mycroft是一個自由與開放原始碼的語音助理，其使用自然語言的使用者介面。其程式碼原先使用Copyleft的授權條款，但後來改用寬鬆自由軟體授權條款。其以1966年的科幻小說《严厉的月亮》中的一臺虛構電腦為名。

## 歷史
當Ryan Sipes與Joshua Montgomery造訪堪薩斯的駭客空間時，他們看到了一個簡單而基本的智慧虛擬助手專案，這為Mycroft帶來了靈感。他們對這項技術感興趣，但覺得它不夠靈活。Montgomery認為，迅速發展的智慧個人助理產業會為使用者帶來隱私問題，並承諾Mycroft將會利用其開放原始碼的機器學習平臺來保護隱私。
Mycroft贏得了多項大獎，其中包含了2016年著名的Techweek之KC Launch競賽。Mycroft也參加了堪薩斯的2016年Sprint Accelerator，並在2017年2月加入了500 Startups的Batch 20。該公司同時也接受了捷豹路虎的戰略投資。到目前為止，該公司已從機構投資者處籌集了超過250萬美元，並選擇透過股權群眾募資平臺Startengine向大眾發售公司股票。

## 軟體

### Mycroft語音堆疊
Mycroft將語音堆疊的很大一部份以自由软件的型式提供。 

### 喚醒詞
Mycroft透過其Precise喚醒詞引擎實作了喚醒詞定位，其又稱為關鍵字定位。在Precise成為預設的喚醒詞引擎之前，Mycroft使用PocketSphinx。Precise並非以音位識別為基礎，而是使用經過訓練的循环神经网络來識別哪些聲音是喚醒詞，哪些又不是。

### 文字轉語音
Mycroft正與Mozilla的Common Voice專案合作以將其DeepSpeech用於语音识别軟體。

### 意圖解析
Mycroft使用名為Adapt的意圖解析器將自然語言轉換為機讀數據結構。Adapt透過在語音中按順序尋找特定關鍵字來進行意圖分析。他們還有另一個解析器，Padatious。而Padatious則是使用以範例為基礎的推理來確定意圖。

### 文字轉語音
在语音合成方面，Mycroft使用以Festival Lite語音合成系統為基礎的Mimic。 

### 模組化設計與互操作性
Mycroft的設計相當模組化，因此使用者可以更換其組件。舉例來說，Mimic可以使用espeak代替。

## 硬體

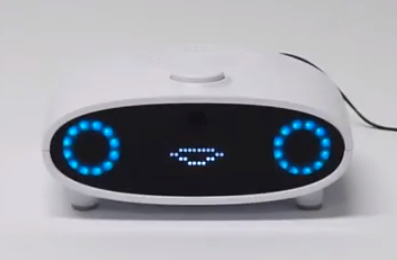
Mycroft Mark I的外型

Mycroft專案也正在研究並銷售執行其軟體的智慧喇叭。它的所有硬體都是開放原始碼的，以CERN開放硬體授權條款釋出。
其第一個硬體專案為Mark I，主要是針對開發者發行。其生產由Kickstarter上的活動提供了部份資金，活動也順利完成。裝置於2016年4月開始出貨。
其較新的硬體專案為Mark II，則是提供給大眾使用，而非僅針對開發者。與Mark I不同的是，Mark II配備了螢幕，能同時利用視覺與聽覺傳遞訊息。與Mark I類似，Mark II的生產透過Kickstarter籌措部份資金，活動於2018年2月結束，籌措到的資金幾乎是原始目標的8倍。但截至2020年4月，Mark II仍未交付給提供資金的人。
Mycroft也宣佈第三個硬體專案，Mark III，將會透過透過Kickstarter提供，原先預期會在2019年11月將Mark I、II與III釋出到商店，但因Mark II的延遲而未確定釋出時間。

## 合作夥伴
Mycroft已經進行了幾項商業合作。2018年5月，該公司與社會企業WorkAround合作（後者為難民提供工作機會）以進行大量的機器學習訓練。2018年10月，Mycroft與疾病監控與預測公司SickWeather合作識別由密蘇里州堪薩斯城資助的大眾運輸工具上咳嗽的頻率。